# Perruque
Pour les articles homonymes, voir Perruque (homonymie).

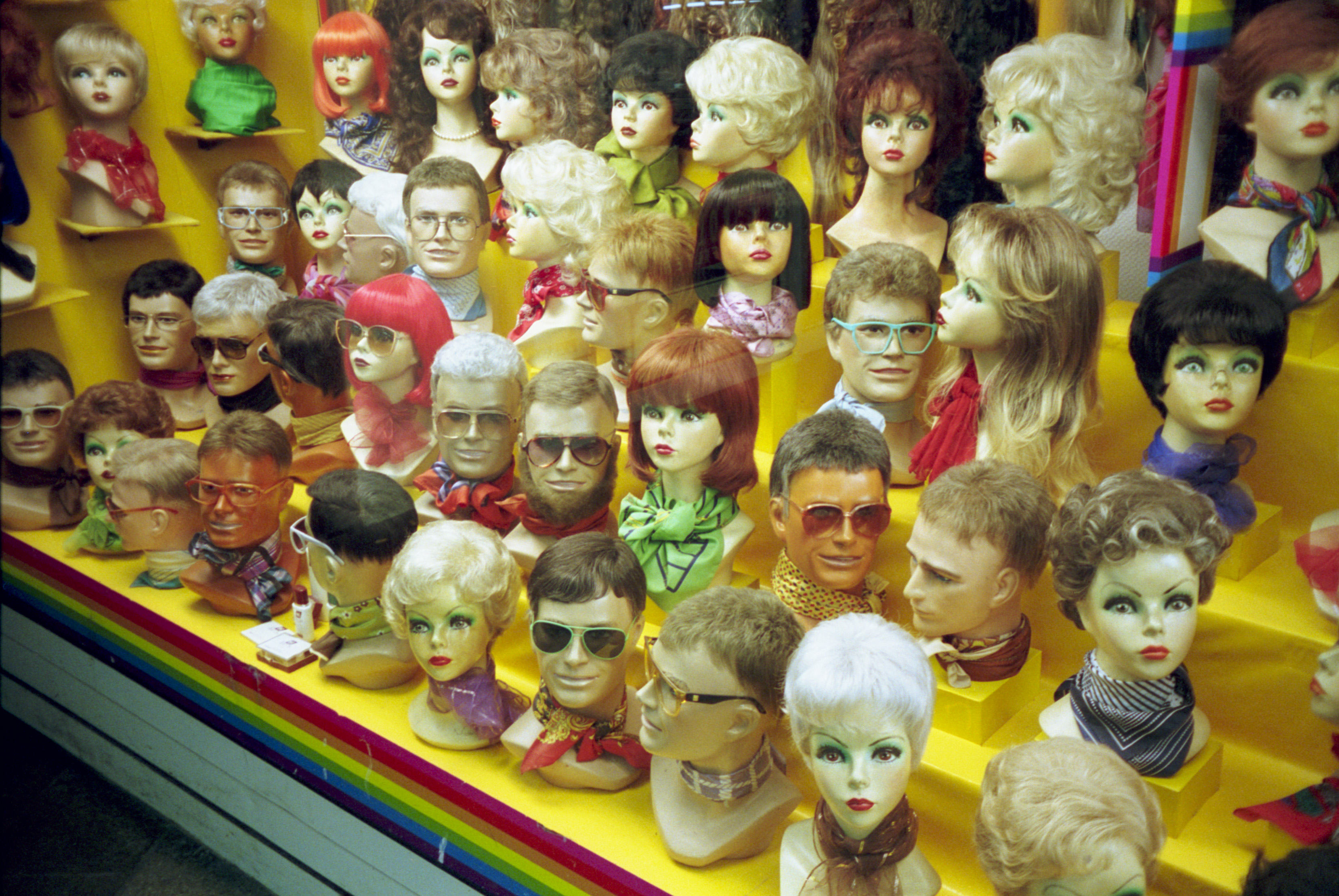
Différents modèles de perruques.

Une perruque, parfois appelée « postiche », « faux toupet », « moumoute », est une coiffure de faux cheveux – d'origine humaine, chevaline ou synthétique – portée sur la tête pour des raisons liées à la mode, pour des considérations esthétiques ou professionnelles, ou pour se conformer à une prescription culturelle ou religieuse.
Certaines personnes portent une perruque pour cacher le fait qu'elles sont chauves. Les perruques sont aussi fréquemment utilisées pour mimer l'appartenance à un autre sexe. De nombreuses personnes portent également des perruques pour masquer une perte de cheveux, à la suite d'une maladie ou des traitements de celle-ci (chimiothérapie par exemple).

## Histoire

### La perruque dans l'Antiquité
Les perruques ont été portées depuis des milliers d'années ; dans l'Égypte ancienne, par exemple, les gens les portaient pour protéger leurs crânes rasés du soleil ou lors de cérémonies (parures alors constituées de plantes tressées ou de crin). Dans d'autres civilisations anciennes, notamment chez les Assyriens, les Phéniciens, les Grecs et les Romains, elles étaient d'usage courant. Curieusement, elles ont principalement été utilisées dans les civilisations occidentales ; en Extrême-Orient, elles sont presque inconnues, sauf dans le théâtre traditionnel de la Chine et du Japon.

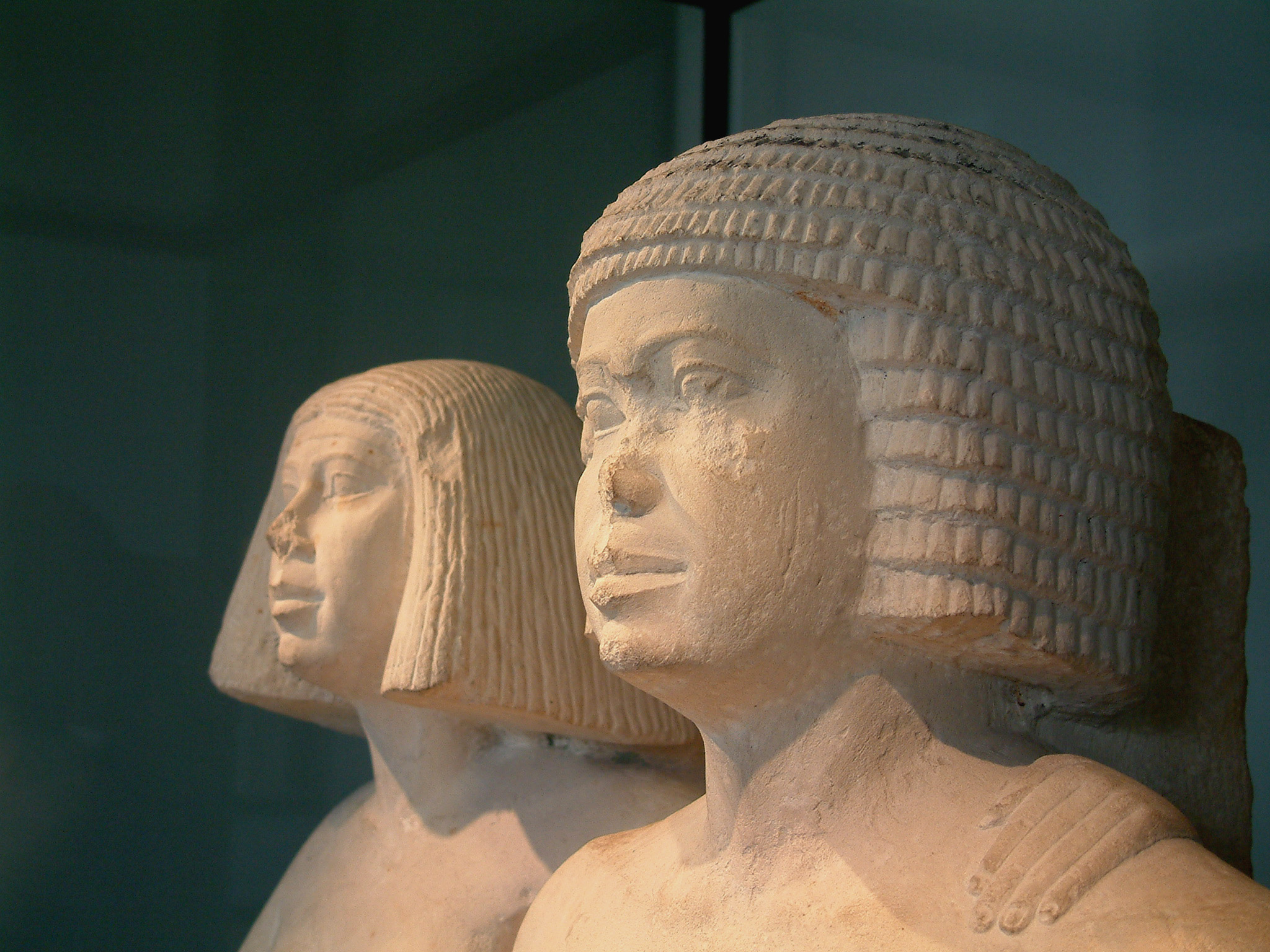
Statue d'un couple égyptien aux deux types de perruques. 2620 - 2350 AEC, Ancien Empire. Louvre.
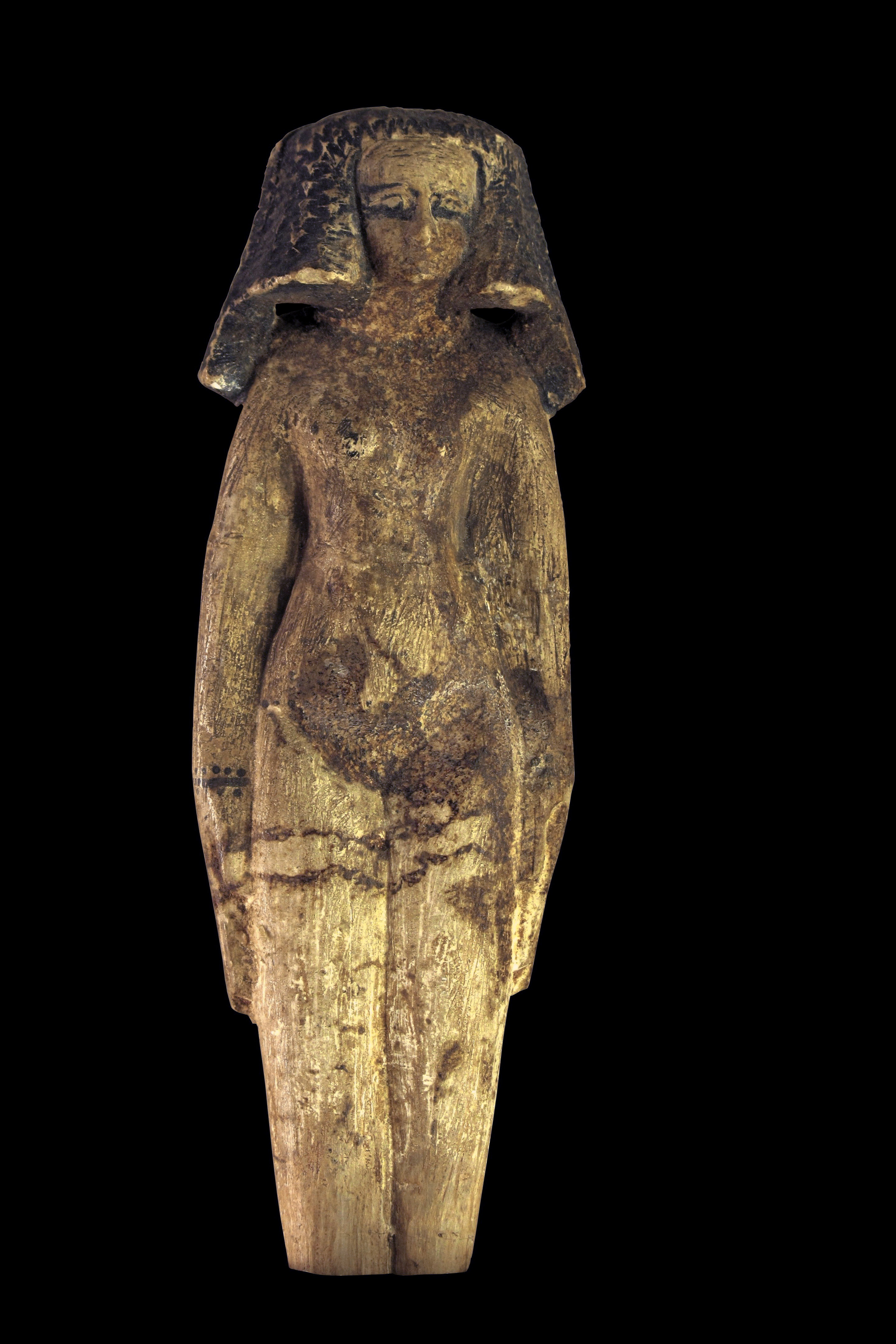
Statuette de « concubine ». La lourde perruque est l'un des attributs érotiques de la statuette, avec les parures qui mettent en valeur la poitrine et le pubis rasé à la vulve indiquée. Bois peint, Moyen Empire[2].
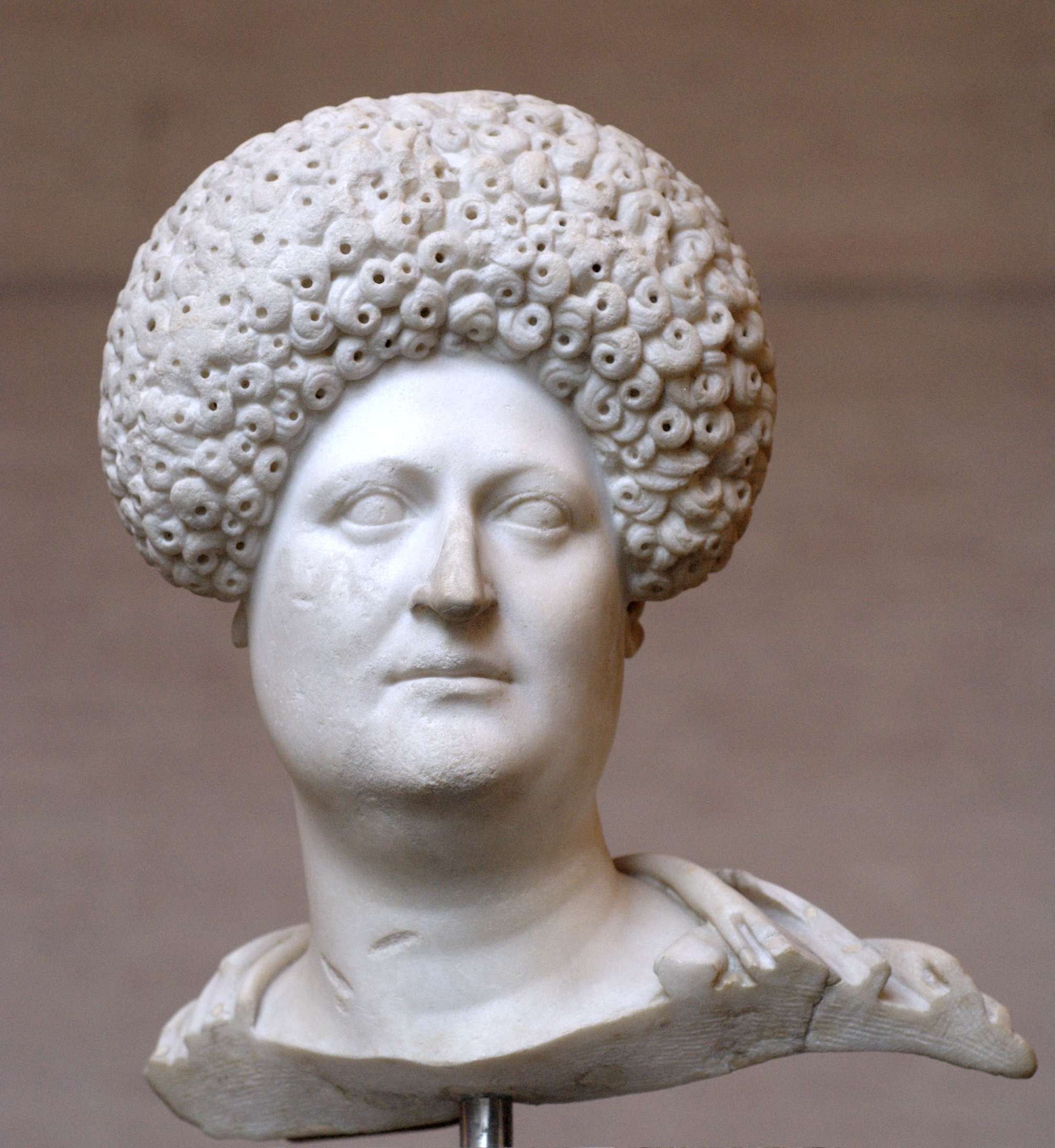
Buste de Romaine portant un postiche dit « en nid d'abeille » ou « en diadème », v. 80 ap. J.-C.
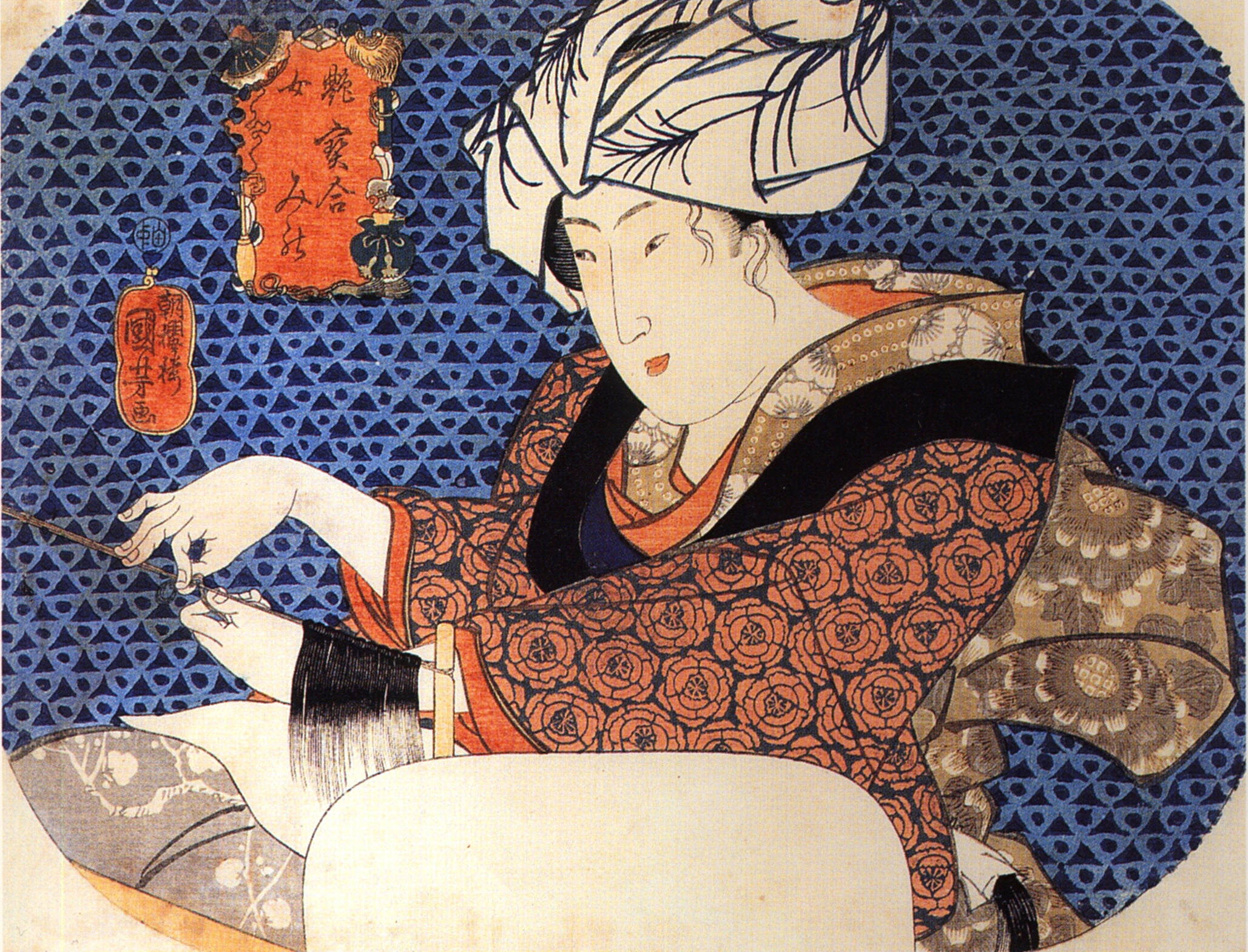
La fabrication des perruques au Japon - XIXe siècle

Après la chute de l'Empire romain, l'utilisation de cet accessoire a complètement disparu des habitudes de l'Europe occidentale pendant un millénaire, jusqu'à ce que cette mode soit remise au goût du jour au XVIe siècle comme un moyen de compenser la perte de cheveux ou d'améliorer son apparence personnelle. Elles ont aussi eu des emplois fonctionnels : ainsi, le manque d'hygiène de l'époque impliquait des infections capillaires, risque qui pouvait être amoindri si les cheveux étaient rasés et remplacés par une perruque qui pouvait facilement être retirée.

### La perruque à l'époque moderne

#### LeXVIIesiècleet le règne de la perruque monumentale
À cette époque, la mode était essentiellement dictée par la cour, c'est pourquoi son influence fut décisive dans la mode des perruques. Ainsi, en Angleterre, la reine Élisabeth Ire d'Angleterre portait une perruque rousse caractéristique, prétendument conçue pour s'approcher des cheveux bouclés « à la romaine ». En France, Louis XIII fut le premier souverain à adopter la mode de la perruque aux alentours des années 1620. Cette mode se répandit très vraisemblablement chez les personnes qui souhaitaient dissimuler leur manque de cheveux à une époque où la mode était aux cheveux longs.

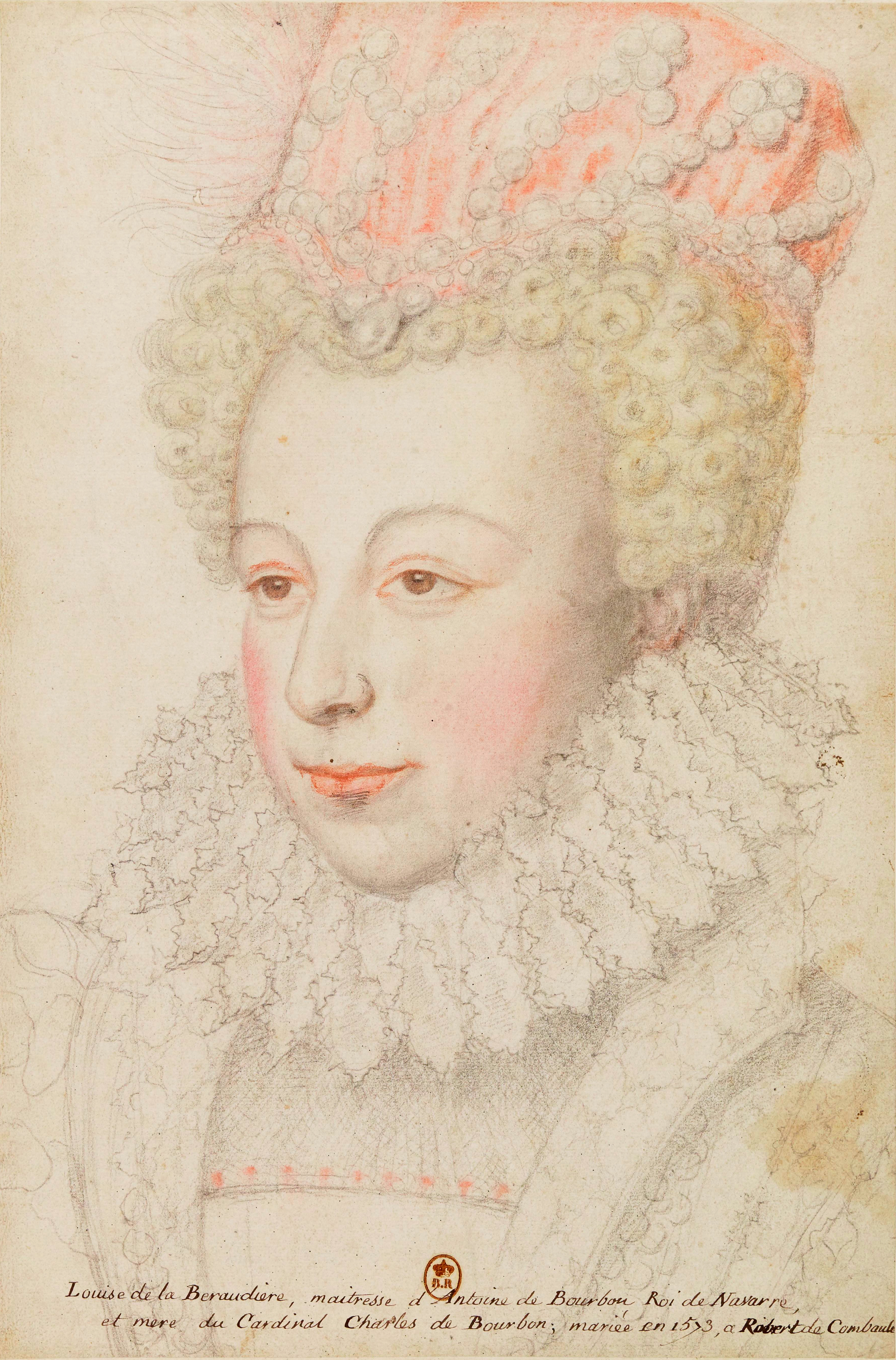
La reine Marguerite de Valois portant une perruque blonde.
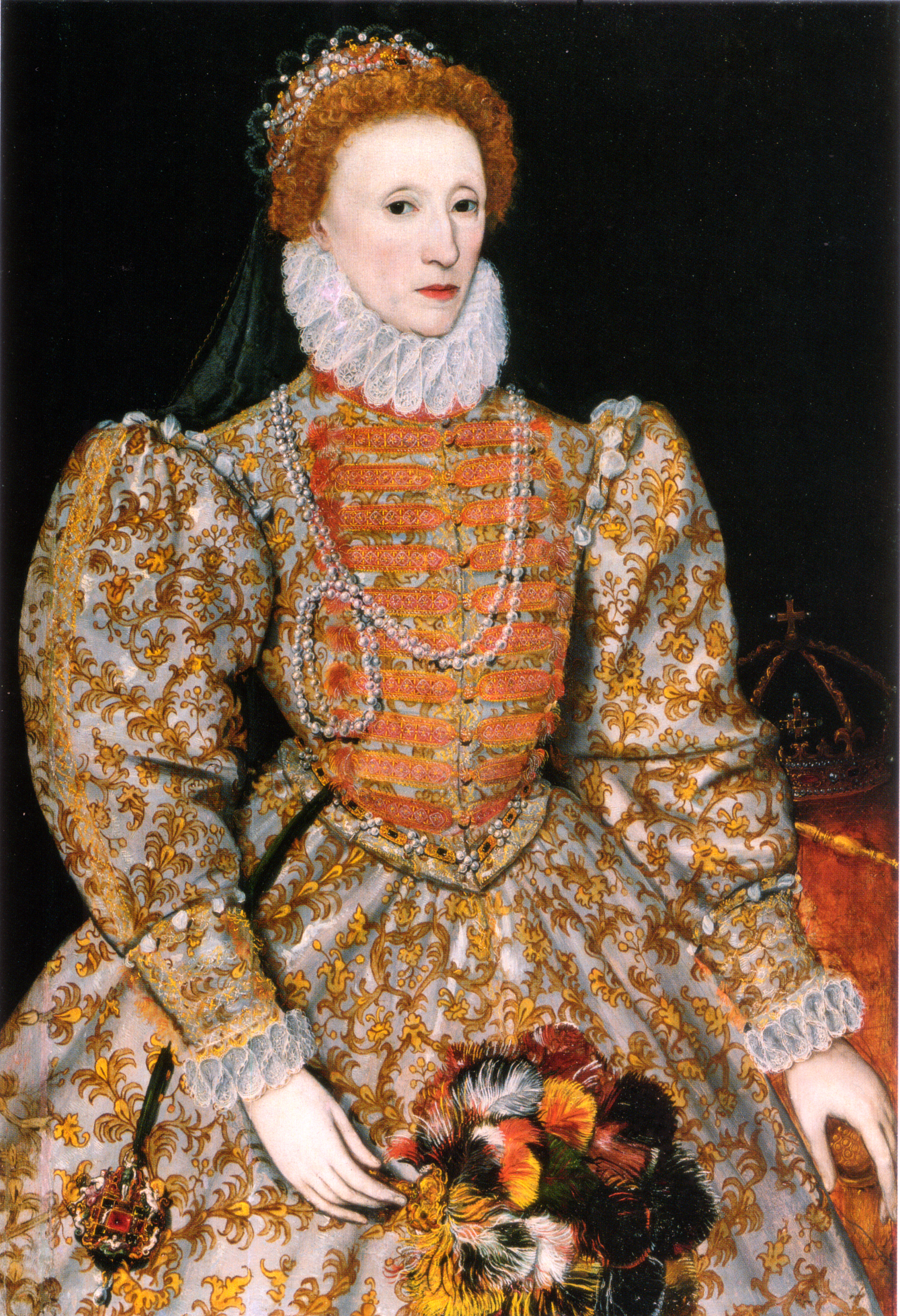
Élisabeth Ire portant une perruque rousse.
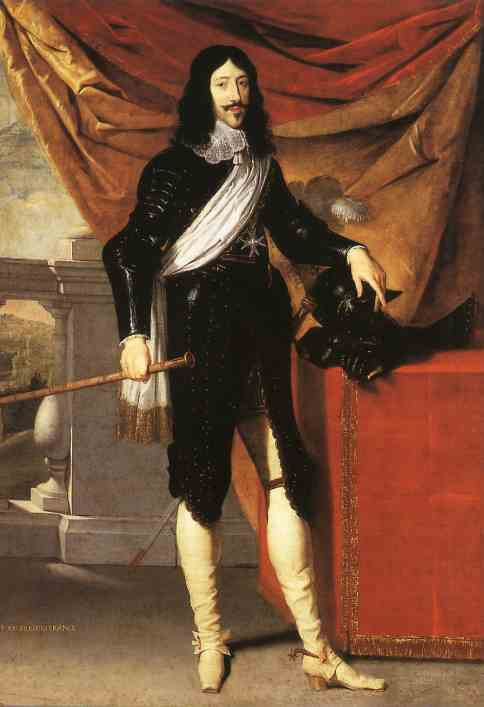
Louis XIII portant une perruque typique de la première moitié du XVIIe siècle.

C'est ainsi que, progressivement, les perruques devinrent un accessoire obligatoire de l'habillement masculin pour les personnes d'un certain rang social. Les fabricants de celles-ci y gagnèrent un prestige considérable. La corporation des perruquiers fut créée en France par l'édit du 23 mars 1673 (Louis XIV instituant la communauté des « Barbiers-perruquiers-baigneurs-étuvistes »), puis ce fut le cas partout en Europe. Il s'agissait d'un métier à haute qualification. C'est au cours de cette même année 1673 que le Roi adopta à son tour la perruque, dont la mode était déjà répandue dans son royaume, ayant Binet pour perruquier. Si l'objectif originel de la perruque était de masquer un manque de cheveux en imitant la chevelure naturelle, elle finit par rompre avec l'imitation de la nature pour devenir un objet de mode qui se portait sur un crâne rasé ; la lourde perruque in-folio se développa ainsi à partir des années 1680.
Les perruques devenant, au XVIIe siècle, extrêmement compliquées et imposantes, pour couvrir le dos et les épaules, il n'est pas surprenant de les voir devenir de plus en plus lourdes et inconfortables à porter ; selon l'Encyclopédie méthodique elles pesaient couramment deux livres, soit un peu moins d'un kilogramme. Ce genre de perruque monumentale étant très onéreux à produire et les exemplaires les plus remarquables étant fabriqués à base de véritables cheveux humains, le crin de cheval fut, quant à lui, utilisé comme une alternative à meilleur marché.
La transformation de la perruque en accessoire mondain et artificiel devint problématique pour les ecclésiastiques qui étaient ordonnés la tête découverte et qui devaient prier ainsi. C'est pour cette raison que le théologien Jean-Baptiste Thiers fit paraître en 1690 un ouvrage intitulé Histoire des perruques, où l'on fait voir leur origine, leur usage, leur forme, l'abus et l'irrégularité de celles des ecclésiastiques, dans lequel il dénonçait le port de la perruque chez les ecclésiastiques. Ces derniers portaient des perruques plus courtes, que l'on appelait aussi "perruques d'abbés".

Portrait de Louis XIV en costume de sacre, portant une perruque in-folio en 1701.
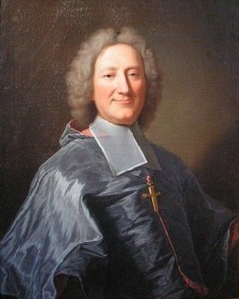
François-Joseph-Henri de Nettantcourt, évêque de Montauban, portant une "perruque d'abbé", par Hyacinthe Rigaud.

#### L'évolution de la perruque auXVIIIesiècle
Au cours du XVIIIe siècle, les perruques acquirent une forme plus petite et plus formelle. Les militaires furent les premiers à modifier la forme de leur longue et lourde perruque, afin d'avoir davantage de liberté de mouvement ; ils acquirent l'habitude de nouer l'arrière de leur perruque ou de rassembler les cheveux de la perruque dans une petite bourse. Cette évolution s'accéléra sous la Régence et se répandit en France dans les années 1720. C'est également au début du XVIIIe siècle que les perruques commencèrent à être poudrées. Afin de poudrer les perruques, l'Encyclopédie méthodique conseillait de les enduire d'abord de saindoux avant de les saupoudrer de farine de froment. D'autres substances étaient occasionnellement utilisées pour poudrer les perruques ; ainsi le valet de chambre de Bottger utilisant du kaolin pour poudrer une perruque amène ce dernier à découvrir l'existence du gisement de ce minéral à Aue (Saxe), ce qui aboutit à la création de la manufacture de porcelaine de Meissen.
Les perruques furent aussi adoptées dans différentes professions, comme un des éléments du costume ou de l'uniforme (elles sont ainsi encore actuellement portées par les hommes de loi en audience dans certains pays de common law, notamment en Angleterre). Leur usage était largement répandu dans toute l'Europe occidentale et en Amérique du Nord. Elles étaient un important symbole du statut social sous l'Ancien Régime, et elles étaient liées aux fonctions occupées dans la société. Les abbés disposaient ainsi d'une perruque à tonsure (planche 7, figures 12 et 13 de l'illustration issue de l'Encyclopédie méthodique), les bourgeois portaient la perruque à bonnet, sans queue (pl.7, figures 1 et 2), les magistrats portaient la perruque carrée (pl. 8, figures 3 et 4), les militaires avaient l'habitude de porter la perruque à la brigadière (pl. 7, figures 14 et 15) ; quant aux courtisans ils pouvaient porter toute une variété de perruques différentes : la perruque à bourse, dont les longs cheveux étaient réunis dans une pochette à l'arrière de la coiffure (pl. 7, figures 3 et 4), la perruque à nœuds ou perruque nouée (pl. 7, figures 5 et 6), la perruque naissante, qui n'était pas nouée (pl. 7, figures 10 et 11), la perruque à deux queues, qui était plutôt répandue en Allemagne (pl. 8, figures 1 et 2) ou encore la perruque à cadogan dont la queue était relevée et nouée (pl. 8 figures 5 et 6). D'autres types de perruques se développèrent également, comme la perruque à la Sartine, qui était entièrement frisée et qui fut mise au goût du jour par le ministre Antoine de Sartine.
|  |  | - Porte-perruque du XVIIIe siècle - Sartine, portant une perruque. - Portrait de Diderot sans perruque, en 1767. |
|  |  | --- |

#### Le déclin de la perruque au XIXe

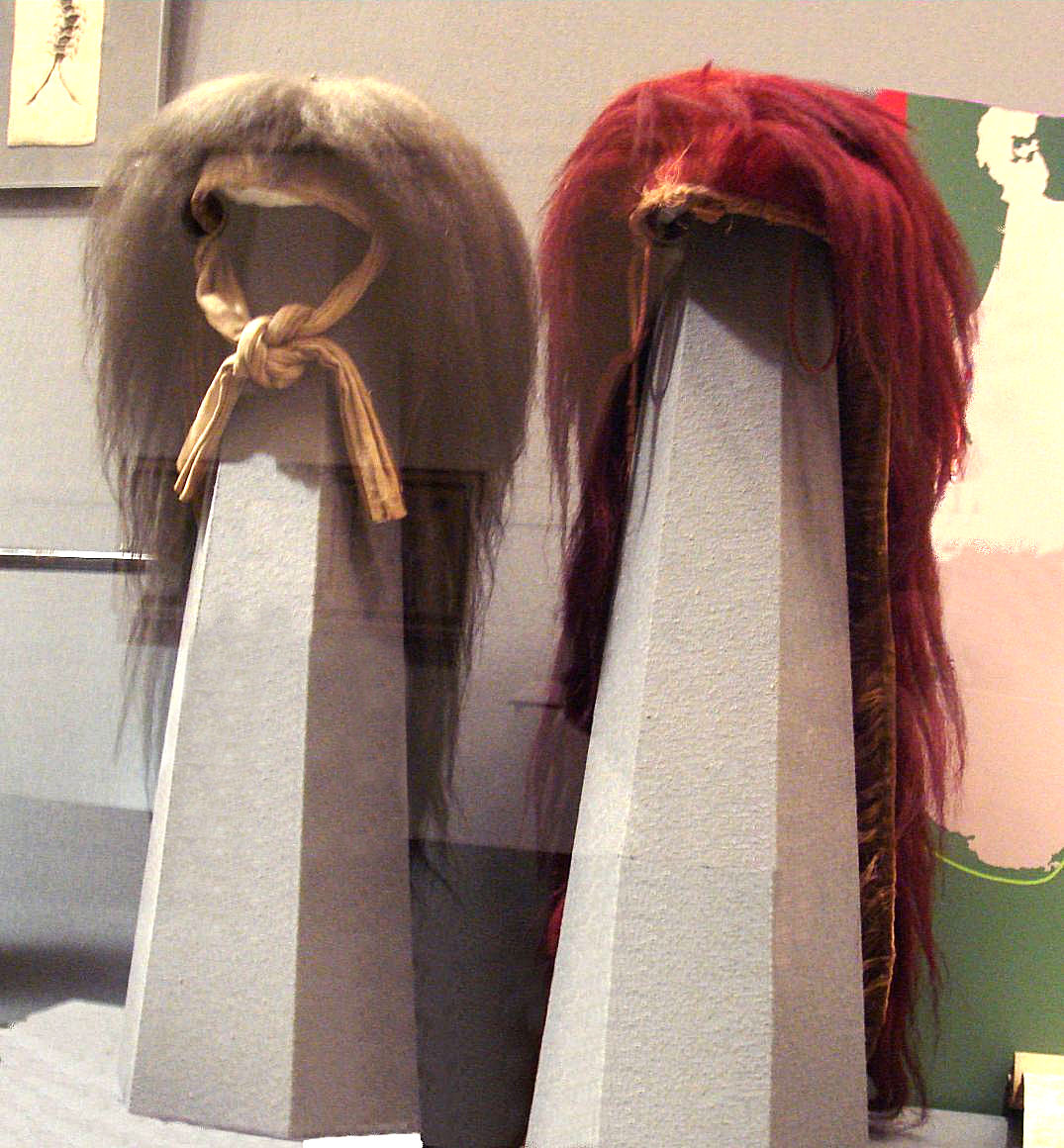
Haguma et Shaguma.

L'usage de la perruque déclina progressivement en France à partir des années 1770, au profit du retour aux cheveux naturels, à la cour la mode de coiffures monumentales chez les femmes comme le pouf, se développa à la même époque, sous l'impulsion notamment de Marie-Antoinette. L'usage des perruques persista encore quelque temps en Angleterre mais, lorsque Pitt le Jeune imposa une taxe sur la poudre à cheveux en 1795 destinée à aider à subventionner la guerre contre la France, Beau Brummell avait déjà renoncé au port de la perruque pour se faire couper les cheveux « à la Brutus », comme les Romains.
Les perruques masculines poudrées continuaient à être portées au début de la Révolution, mais elles furent rapidement remplacées par la perruque à la jacobine, qui imitait les cheveux naturels ; elle fut cependant elle-même interdite par un arrêté du 1er frimaire an II (21 novembre 1793).
Peu après la fin de la Terreur en France, sous le Directoire, les Merveilleuses se coiffaient, parmi leurs autres extravagances, de perruques de types très variés. Il en existait ainsi pour toutes les heures du jour : généralement blondes, on en trouvait aussi des noires, des bleues, des vertes, etc. La cache-folies visait ainsi à cacher les cheveux courts à la Titus.
Durant la guerre de Boshin (1868-1869) les officiers des domaines de Tosa, Satsuma, et Chōshū, fidèles à l'empereur portaient d'amples perruques. Celle du domaine de Tosa était blanche et se nommait Haguma (ours blanc), celle du domaine de Satsuma était rouge et s'appelait Shaguma (ours rouge), celle du domaine de Chōshū, enfin, était noire et était nommée Koguma (ours noir).

## Utilisations contemporaines

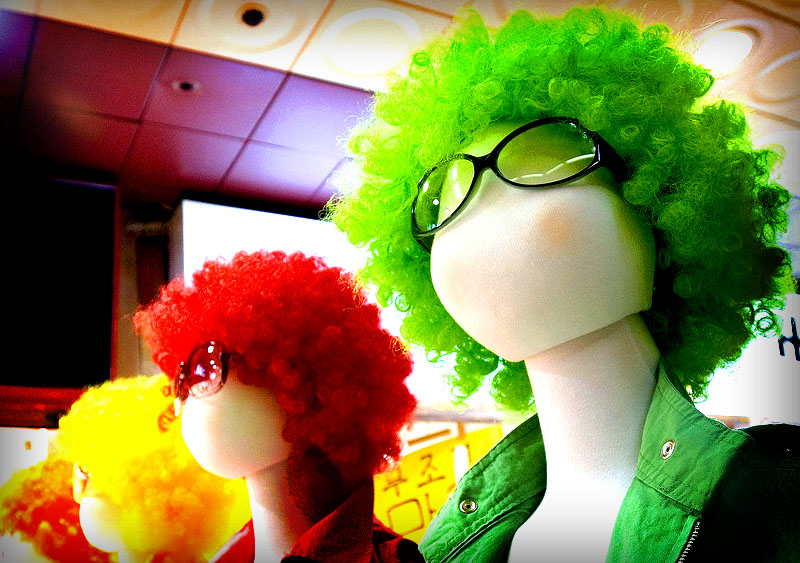
Perruques fantaisie contemporaines.

Vers le début de la deuxième moitié du XXe siècle, les perruques connurent un sursaut de popularité. Ainsi, des compléments extravagants devinrent populaires dans les années 1960 et marquèrent un retour en force de cet accessoire dans la mode féminine. Ce phénomène fut encore accru par le développement de fibres en matière synthétique bon marché qui permettent d'imiter les cheveux humains plus facilement et de manière plus commode.
De nos jours, les perruques sont portées de manière quotidienne ou occasionnelle pour des raisons de convenance. Elles sont utilisées également par des personnes qui ont perdu leurs cheveux à la suite d'un traitement médical (le plus souvent, il s'agit de personnes atteintes d'un cancer qui subissent une chimiothérapie ou de personnes qui souffrent d'une alopécie). Un certain nombre de célébrités ont également popularisé les perruques. C'est le cas de la chanteuse américaine Cher qui a porté toutes sortes de perruques au cours de sa carrière (allant de blondes à noires, de bouclées à lisses) ou la chanteuse Lady Gaga (blond platine, blond-rose, blond-rouge, jaune, blond-noir, gris, blanc, vert). 

Elles peuvent aussi être portées pour s'amuser, comme déguisement.
En Grande-Bretagne et dans de nombreux pays du Commonwealth, des perruques spéciales sont portées par les avocats (barristers) et par les juges, ainsi que par certains fonctionnaires du Parlement ou par les titulaires de certaines charges publiques, comme signe de leur fonction. Jusqu'en 1823, les évêques anglicans du Royaume-Uni portaient également des perruques de cérémonie. Les perruques portées par les avocats sont héritées du style qui était à la mode à la fin du XVIIIe siècle. Celles que les juges portent quotidiennement à l'audience sont également courtes, comme celle des avocats (bien que d'un style légèrement différent), mais, lors de certaines cérémonies, les juges ainsi que les avocats ayant le titre de conseillers du souverain (QC ou KC pour Queen Counsels ou King Counsels) portent un modèle plus large. Au XVIIIe siècle, les perruques étaient faites de vrais cheveux humains et poudrées de telle sorte de qu'elles aient une couleur blanche marquée. Le poudrage des perruques était une opération incommode et le développement de perruques naturellement blanches en crin de cheval ne nécessitant aucune poudre a certainement fait que cette tradition du port de perruque comme un élément du costume d'audience ait pu se maintenir en pratique. On peut noter que dans des pays appartenant encore récemment au Commonwealth, comme Hong Kong, la tradition n'a pas été abolie. Le port de la perruque a cependant été aboli en 2011 pour les juges irlandais pour des raisons d'économies budgétaires.

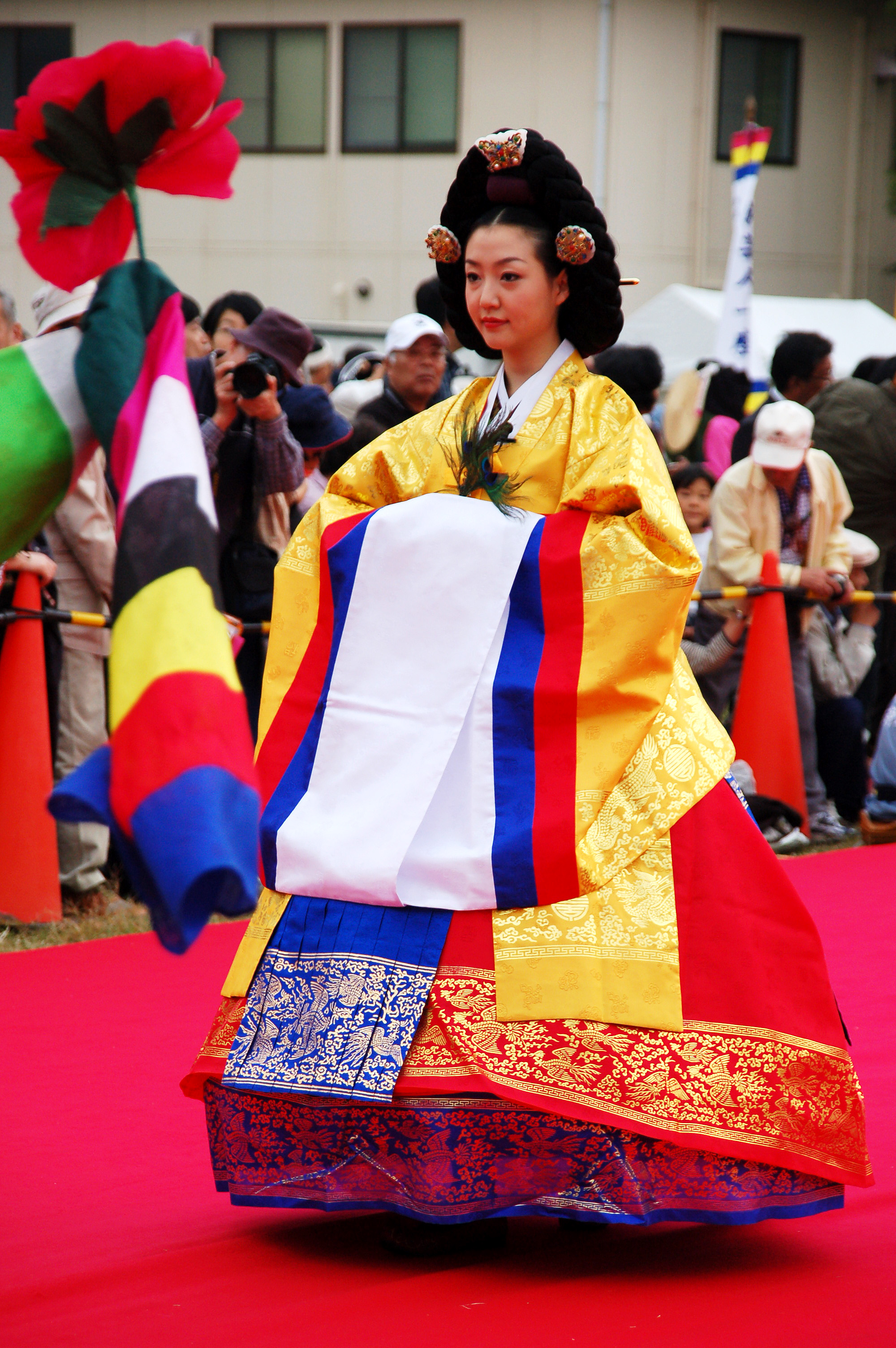
Femme coréenne en tenue de cérémonie.
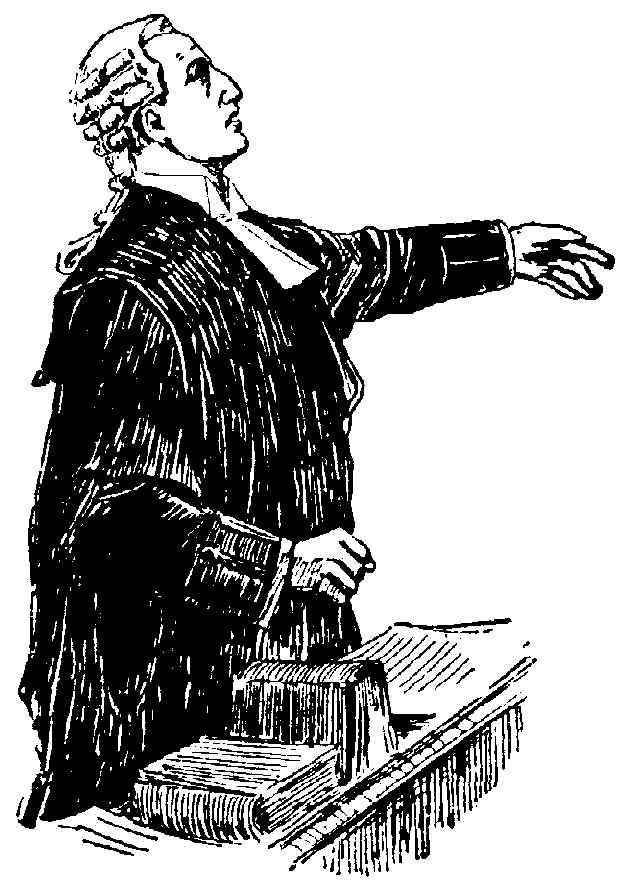
Costume de barrister.